# Villeneuve-au-Chemin
Villeneuve-au-Chemin ist eine französische Gemeinde mit 196 Einwohnern (Stand: 1. Januar 2022) im Département Aube in der Region Grand Est (vor 2016 Champagne-Ardenne). Sie gehört zum Kanton Aix-Villemaur-Pâlis im Arrondissement Troyes. 

## Geographie
Villeneuve-au-Chemin liegt etwa 26 Kilometer südwestlich von Troyes. 
Nachbargemeinden sind Vosnon im Norden, Montfey im Osten und Südosten sowie Coursan-en-Othe im Süden und Westen.
Durch die Gemeinde führt die Route nationale 77.

## Bevölkerungsentwicklung
| Jahr                      | 1962 | 1968 | 1975 | 1982 | 1990 | 1999 | 2006 | 2011 | 2016 |
| ------------------------- | ---- | ---- | ---- | ---- | ---- | ---- | ---- | ---- | ---- |
| Einwohner                 | 209  | 238  | 218  | 186  | 167  | 176  | 198  | 180  | 186  |
| Quelle: Cassini und INSEE |      |      |      |      |      |      |      |      |      |

## Sehenswürdigkeiten

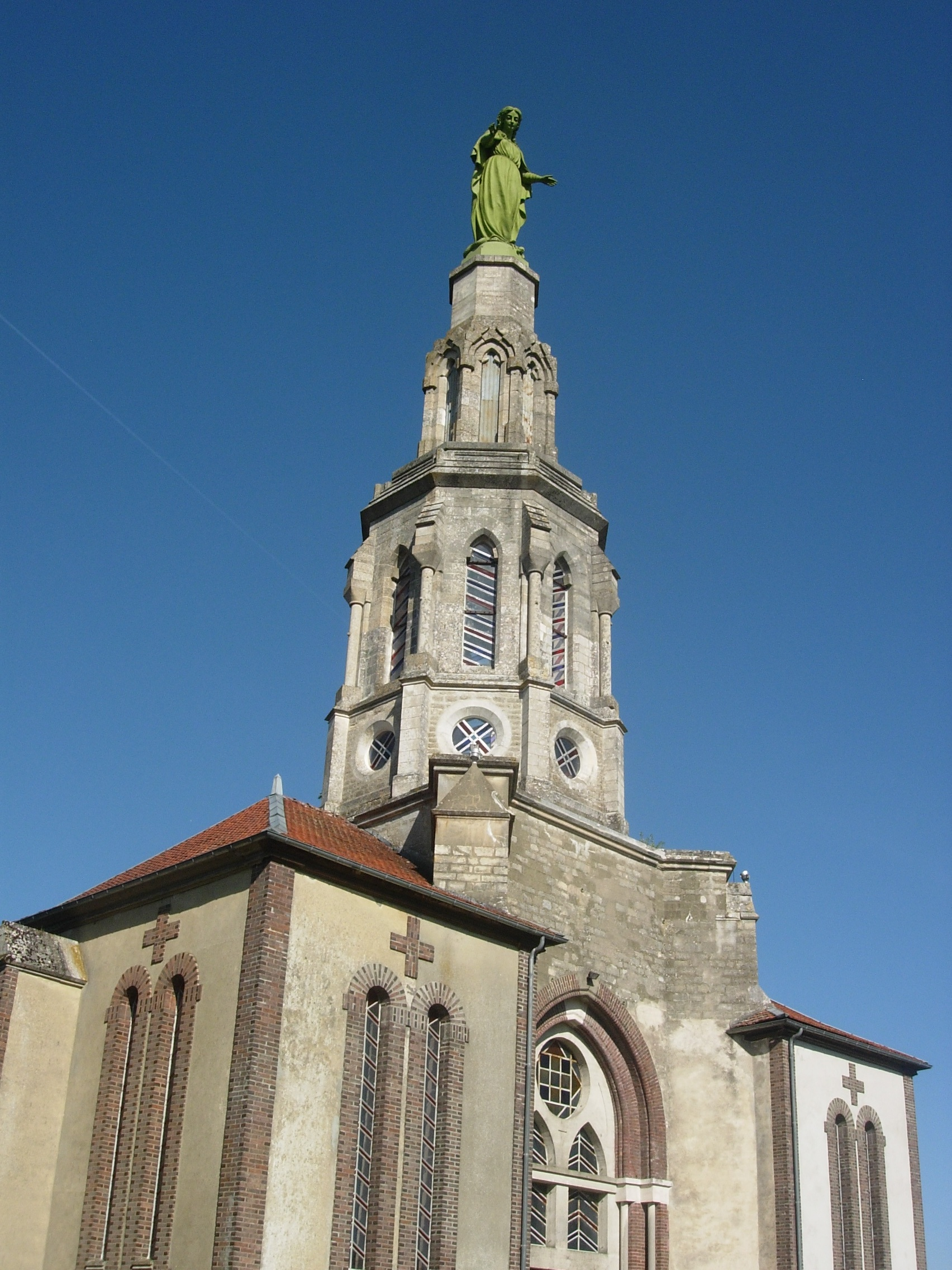
Kapelle Saint-Joseph-des-Anges

- Kirche Saint-Jean-Baptiste
- Kapelle Saint-Joseph-des-Anges